# さいたま市立片柳小学校
さいたま市立片柳小学校（さいたましりつ かたやなぎしょうがっこう）は、埼玉県さいたま市見沼区にある公立小学校。

## 沿革
- 1873年（明治6年）5月15日 - 南中野の正法院を仮用し中野学校が創立
- 1874年（明治7年） - 片柳沖郷祥厳寺を仮用し片柳学校が設置
- 1886年（明治19年）4月 - 中野学校は旭学校と改められ、片柳学校は旭学校の分教場となる
- 1894年（明治27年）5月7日 - 旭学校は片柳西尋常小学校となり、分教場は独立して片柳東尋常小学校となる
- 1904年（明治37年）7月31日 - 東西両校は合一し片柳尋常小学校となる
- 1904年（明治37年）9月1日 - 高等科2年を併置し片柳尋常高等小学校となる
- 1941年（昭和16年）4月1日 - 片柳国民学校と改称
- 1947年（昭和22年）4月1日 - 片柳村立片柳小学校と改称
- 1955年（昭和30年）1月1日 - 片柳村が大宮市に編入合併、大宮市立片柳小学校と改称
- 1974年（昭和49年）4月1日 - 芝川小学校が片柳小学校より分離新設される
- 2001年（平成13年）5月1日 - 大宮市、浦和市、与野市の合併に伴い現校名になる。